# 叶苞紫堇
叶苞紫堇（学名：Corydalis foliaceobracteata）为罂粟科紫堇属下的一个种。

## 扩展阅读
- 維基物種上的相關：叶苞紫堇